# Ho Chi Minh Stock Exchange
Ho Chi Minh Stock Exchange (förkortat HOSE) är Vietnams största börs och grundades 2000. Noterade från starten var Refrigeration Electrical Engineering Joint Stock Corporation (‘REE’) och Saigon Cable and Telecommunication Material Joint Stock Company (‘SACOM’). Olika regler för utländska ägares andel finns men har lättats upp för att öka inflödet av kapital. Tidigare hette börsen Ho Chi Minh City Securities Trading Center (HoSTC) men fick 2007 sitt nuvarande namn.